# 敏象王國
敏象王國（發音：[mjɪ̀ɴzáɪɴ kʰɪʔ]），或稱木連王國、敏塞王國，是緬甸歷史上的一個國家，首都位於敏象城（或稱木連城）。建立者是撣族三兄弟阿散哥也、阿剌者僧加藍、梯訶都。

## 歷史
阿散哥也兄弟的父親帝因迦波是毗因那迦詔法的弟弟，因家族紛爭避居敏象城，在敏象結婚生子。阿散哥也兄弟長大後在蒲甘王國軍中效力，受到國王那羅梯訶波帝信賴，帝因迦波有一女嫁給了王子梯訶都，那羅梯訶波帝將皎施地區交給帝因迦波管理。
元緬戰爭中，阿散哥也兄弟領兵抵禦元軍，表現出色。那羅梯訶波帝南逃下緬甸遇害，其子憍苴於1289年北返蒲甘城即位。然而，此時的蒲甘國王權力僅止於蒲甘城附近地區，緬甸境內群雄四起，東方皎施地區有以敏象城為據點的阿散哥也、阿剌者僧加藍、梯訶都，南方有馬都八的伐麗流、勃固的多羅跋，西方有阿臘干的明帝（Min Hti），北方的太公城有元軍駐紮。
上緬甸的實權掌握在敏象城的阿散哥也兄弟手中，1293年，憍苴封阿散哥也為敏象總督、阿剌者僧加藍為米加耶總督、梯訶都為賓里總督。1297年，憍苴受元成宗鐵穆耳冊封為緬王，憍苴設宴恭迎元使，阿散哥也兄弟抗命不參與。不久，阿散哥也兄弟起兵造反，廢黜了憍苴，以憍苴子鄒聶為傀儡國王，蒲甘王國名存實亡。
1300年，阿散哥也抵禦住了前來征討的元軍，以重金賄賂了領軍將士。元軍於1301年退兵，並於1303年徹底退出緬甸。戰後，阿散哥也與阿剌者僧加藍分別於1310年及1313年逝世。1313年，梯訶都遷都彬牙，創立了彬牙王國。